# فائق الشيخ علي
فائق دعبول عبد الله الشيخ علي (1963 في النجف، العراق)، هو محامٍ وسياسي ليبرالي عراقي، عضو مجلس النواب العراقي لدورتين على التوالي، وأمين عام حزب الشعب للإصلاح.

## السيرة الذاتية
تخرّج فائق من كلية القانون والسياسة جامعة بغداد - قسم القانون عام (1986 - 1987).، قال محمد صادق محمد الکرباسي في كتابه (معجم المقالات الحسينية) «فائق الشيخ علي هو ابن دعبول بن عبد الله، كاتب ومستشار قانوني وسياسي عراقي..يشتهر بالشيخ علي نسبةً إلى جدّهِ الأعلى الشيخ علي المرندي النجفي.». وبالرغم من ولادته لأسرةٍ دينية مرموقة دعا منذ عام 1991 بعد الانتفاضة الشعبانية في العراق إلى إقامة الدولة المدنية الديمقراطية الّتي تحافظ وتحمي المجتمع بأكملهِ بغض النظر عن انتماءاتهم القومية أو الدينية أو الفكرية. وقد واجه مشاكل كثيرة في السنوات الماضية لمهاجمته المشروع القائم في العراق ما بعد عام 2003 على المحاصصة الطائفية والعرقية، وفضحه بعض رجال الدين الطائفيين ممن يستخدمون الدين لمصالحهم السياسية والشخصية، وكذلك نقده اللاذع وبإسلوب يصل أحياناً إلى حد السخرية من الأحزاب الإسلامية المتحكمة في العراق من قبيل حزب الدعوة الإسلامية وغيرها. يتميّز فائق الشيخ علي بأسلوبه المثير للجدل في مخاطبة خصومه السياسيين، بالإضافة إلى طلاقة لسانه وجرأته في حديثه لشاشات التلفاز، ولذا يُوصل ما يريد للمشاهد العراقي بطريقة سلسة ومفهومة للجميع بلهجته الدارجة وبمصطلحاته الشعبية.

## نشاطه السياسي
ولد فائق الشيخ علي بلسانٍ معارض، فقد كان فائق الشيخ علي أحد المعارضين البارزين لنظام الرئيس العراقي الأسبق صدام حسين، فثار مع الذين ثاروا ضد النظام في آذار (شعبان) عام 1991، وكان في مقر القيادة الروحية للانتفاضة في مدينة النجف. وبعد ملاحقة النظام له، اضطرّ مهاجرة العراق فلجأ إلى مخيم رفحاء في المملكة العربية السعودية ومكث هناك لغاية عام 1992، ومنه هاجر إلى جمهورية إيران الإسلامية فمكث هناك شهرين، وبعدها عاد إلى المملكة العربية السعودية وغادرها إلى بريطانيا ليعيش لاجئاً سياسياً فيها منذ أوائل شهر يناير عام 1993 حتّى سقوط نظام صدام.
شارك في العديد من الاجتماعات والمؤتمرات للمعارضة العراقية في لندن، من بينها الاجتماع التداولي للمعارضة العراقية في شهر نيسان عام 1993 وآخرها مؤتمر لندن في ديسمبر عام 2002 ونشر العديد من البحوث والمقابلات والتحليلات السياسية في التسعينات من القرن الماضي في كبريات الصحف والمجلات العربية الصادرة في لندن مثل (الحياة)، (الوسط)، (العراق الحر) و (المؤتمر) وغيرها، وكان كاتباً إسبوعياً في صحيفة (الحياة) اللندنية طوال سبع سنين (1994-2001) وما يميّزه عن غيره أنّه كان يستخدم اسمهُ الصريح بما يكتبه عن نظام صدام حسين وهذا ما لم يتجرّأ عليه أفراد المعارضة الآخرين خوفاً وخشيةً من صدام حسين حيث كانوا يستخدمون أسماء مستعارة وكنيات وهمية. له لقاءات كثيرة قبل عام 2003، خصوصا على قنوات الـANN وقناة الجزيرة وقناة المستقلة، وعُرف بين المعارضين العراقيين بـصحاف المعارضة العراقية. إلّا أنّه انقطع عن المشهد السياسي والإعلامي لثمانية أعوام بعد 2003 قبل أن يعود بشكل أقوى عام 2011 بعد حلقة مثيرة للجدل في شهر رمضان هاجم فيها المسؤولين القائمين على الحكم بالأسماء وتحدث عن ملفات الفساد في عددٍ من الوزارات كالدفاع والكهرباء والتجارة. أسس الشيخ علي حزب الشعب للإصلاح وهو حزب ليبرالي مدني وضع له نظاماً داخلياً وعارض بشدّة سياسة حكومة رئيس الوزراء العراقي السابق نوري المالكي وتبنّى معارضة الإسلام السياسي.

### دوره في تظاهرات تشرين
دعم فائق الشيخ علي تظاهرات تشرين بقوة وساندها منذ انطلاقها، وكما معروف عنه فقد تصدّى لمَنْ وقف بالضد من الشباب الثائر وتمّ انتخابه في العديد من ساحات التظاهر عن طريق استفتاء شعبي، وقد تمّ انتخابة ايضًا عن طريق استفتاء شعبي على مواقع التواصل الاجتماعي.

## انتخابات مجلس النواب العراقي عام 2014
رشّح فائق الشيخ علي في انتخابات مجلس النواب العراقي عام 2014 عن محافظة بغداد ضمن القائمة التي ساهم في تأسيسها وهي التحالف المدني الديمقراطي (العراق) فحصلت القائمة على 112,563 صوت وحصل هو على 24,256 صوت، مما جعله يحل في المركز السادس على المحافظة بعد نوري المالكي وإياد علاوي ومحمد صاحب الدراجي وباقر صولاغ ومثال الآلوسي.

## انتخابات مجلس النواب العراقي عام 2018
ترشّح فائق الشيخ علي في انتخابات مجلس النواب العراقي عام 2018 عن محافظة بغداد ضمن قائمة تمدّن الذي يرأسة، وهو تحالف مدني وطني ديمقراطي ليبرالي عراقي. فحصلت القائمة على 35,233 صوت وحصل هو على 8,955 صوت، ممّا جعله يحل في المركز الخامس على المحافظة. وقد صوّت مجلس النواب العراقي يوم 17 أيلول سنة 2019 على رفع الحصانة عن فائق الشيخ علي.

## ترشيحه لرئاسة مجلس الوزراء العراقي عام 2019
بعد استقالة عادل عبد المهدي وحكومته من رئاسة مجلس الوزراء عام 2019 نتيجة تصاعد الضغط الشعبي الناتج عن الاحتجاجات العراقية 2019–20، رشّحت سوح التظاهر أسماءً يعتقد أنّها تمثل تطلّعات الشعب لتتسلم هذا المنصب وكان في صدارتها اسم فائق الشيخ علي إذ هنالك رغبة شعبية واسعة في معظم المحافظات العراقية ليكون الشيخ علي رئيساً للوزراء، رفض الشيخ علي في بادئ الأمر أن يقدّم نفسه مرشحاً للمنصب لكن استجابةً للأصوات الشعبية ورغبتهم قدّم كتاب ترشيحه لرئيس الجمهورية برهم صالح. مارستْ حينها الميليشيات المسلحة وأحزاب الإسلام السياسي الموالية لإيران ضغطاً كبيراً على رئيس الجمهورية ليرفض ترشيح فائق الشيخ لأنّه توعّد بمحاكمة وإعدام كلّ مَنْ كان له دوراً في الفساد وهدر دماء المتظاهرين، أثر الضغوطات الشديدة التي تعرّض لها رئيس الجمهورية، خضع لإرادة أحزاب السلطة وتمّ تمرير أشخاص لا تمثل رغبة سوح الاحتجاجات.

## مؤلفاته
- مذكرات وريثة العروش - وقد طُبع هذا الكتاب لأول مرة عام 2002 في مطبعة دار الحكمة في لندن، ثم طُبع بعد ذلك ست طبعات أخرى وقد لاقى الكتاب قبولا واسعاً وهو أشهر كتب المؤلّف. كتب فيه الشيخ علي مذكرات الأميرة بديعة بنت علي بن حسين[17] ابنة الملك علي بن شريف مكة الحسين الحسني الهاشمي وتاريخ ملوك العراق والشام والحجاز والأردن. وقد استغرق تسجيل هذه المذكرات حوالي أربع سنين متقطعة من صيف عام 1997 إلى صيف 2001 كما قال المؤلف في المقدمة.[18] كتب المؤلف حول قيمة المذكرات الآتي:

لهذه المذكّرات ميزة خاصة انفردت بها عن كل ما كُتب وقيل إلى اليوم عن العهد الملكي السابق - سنتحدث عنها بعد قليل - غير أن الجُرأة والصدق والعفوية مميزات أخرى غلفت المذكرات. لا تكاد صفحة من صفحاته خلت من نقد، أو تقييم سياسي لاذع أحيانا، أو خفيف في أحيان أخرى.
وقد يظن قارئها -لأول وهلة- بأن الاجتماعيات طغت على السياسيات فيها، وربما فاته أن الاجتماعيات هنا ذات إيحاءات ومدلولات سياسية، ناهيكم عن كون المذكرات سياسية الأصل.
أما ميزتها الخاصة والفريدة، تختزلها ما خط على الغلاف من أنها (أهم وثيقة عربية في القرن العشرين).
مصدر هذه الأهمية أتت من أهمية ومكانة رواية المذكرات. فهي الأميرة الوحيدة الناجية من (مذبحة قصر الرحاب) عام 1958، وما تزال تعيش إلى اليوم، وهي الحفيدة الوحيدة -الباقية على قيد الحياة- لملك العرب وقائد الثورة العربية الكبرى عام 1916 وأمير مكة المكرمة الشريف الحسين بن علي. وهي الابنة الوحيدة لملك الحجاز علي بن الحسين (1924 - 1926) بعد رحيل أخيها الأمير عبد الإله، وأخواتها الأميرة عبدية والأميرة جليلة والملكة عالية، وأمها الملكة نفيسة. وهي خالة الملك فيصل الثاني، وابنة عم الملك غازي والملك طلال، أعمامها ملك سورية والعراق فيصل الأول، وملك الأردن عبد الله والأمير زيد بن الحسين ولا نطيل. لقد مرّت الآن أربع وأربعون سنة على مغادرتها العراق، لم يستطع أحد خلالها أن يستنطق الأميرة بديعة، لتروي له قصة أهلها ملوك وملكات، أمراء وأميرات، أشراف وشريفات الشام والحجاز والأردن والعراق. كل الناس أعطوا رأيهم فيما جرى، إلا أصحاب الشأن وأرباب القضية.. ولهذا لأول مرة في التاريخ تحكي لنا القصة من أولها، آخر الأميرات بديعة.
فائق الشيخ علي لندن في (الأحد) الثلاثين في شهر حزيران (يونيو) 2002 م.
- اغتيال شعب - وقد طُبِعَ الكتاب لأوّل مرّة عام 2000 بمركز البحوث والدراسات الإستراتيجية العراقي التابع للمؤلف في لندن بمناسبة الذكرى السنوية لاستشهاد المرجع الديني محمد محمد صادق الصدر، ذكر فيه الشيخ علي تفاصيل اغتيال محمد صادق الصدر عام 1999. كما يتناول الكتاب جوانب من حياة محمد صادق الصدر أيّام مرجعيته ولقاءاته وكيف قُتلَ بيد الحكومة، وفقاً لوجهة نظر المؤلف، ويؤرّخ الكتاب الجرائم المنسوبة إلى صدام حسين بالوثائق. طُبِعَ الكتاب عام 2016 للمرّة الثانية في مطبعة دار الحكمة.
- خفايا مؤتمر لندن 2002 (مخطوط)
- شيوخ العرب في الوثائق العثمانية (مخطوط)
- مقالات أرعبت صدام (مخطوط)
- مقالات في المنفى[19]